# John Davies (walijski lekkoatleta)
John Davies (ur. 20 listopada 1952) – brytyjski lekkoatleta, długodystansowiec.

## Kariera sportowa
Na igrzyskach Brytyjskiej Wspólnoty Narodów reprezentował Walię, a na pozostałych dużych imprezach międzynarodowych Wielką Brytanię.
Specjalizował się głównie w biegu na 3000 metrów z przeszkodami, w którym odnosił największe sukcesy. Zdobył srebrny medal w tej konkurencji na igrzyskach Brytyjskiej Wspólnoty Narodów w 1974 w Christchurch, przegrywając tylko z Benem Jipcho z Kenii, a wyprzedzając innego Kenijczyka Evansa Mogakę. Odpadł w eliminacjach na tym dystansie na mistrzostwach Europy w 1974 w Rzymie. Na igrzyskach Wspólnoty Narodów w 1978 w Edmonton Davies zajął 10. miejsce w biegu na 3000 metrów z przeszkodami i odpadł w eliminacjach biegu na 1500 metrów. Odpadł w eliminacjach biegu na 3000 metrów z przeszkodami na mistrzostwach Europy w 1978 w Pradze.
Davies był mistrzem Wielkiej Brytanii (AAA) w biegu na 3000 metrów z przeszkodami w 1974 i wicemistrzem w tej konkurencji w mistrzostwach UK Championships. Był również mistrzem Walii w biegu na 3000 metrów z przeszkodami w 1977 i 1978 oraz w biegu na 5000 metrów w 1979.
Dwukrotnie poprawiał rekord Wielkiej Brytanii w biegu na 3000 metrów z przeszkodami do czasu 8:22,48, osiągniętego 13 września 1974 w Londynie.

## Rekordy życiowe
John Davies miał następujące rekordy życiowe:
- bieg na 3000 metrów – 7:53,31 (16 maja 1979, Londyn)
- bieg na 5000 metrów – 13:39,8 (25 maja 1975, Londyn)
- bieg na 10 000 metrów – 28:18,6 (11 kwietnia 1979, Londyn)
- bieg na 3000 metrów z przeszkodami – 8:22,48 (13 września 1974, Londyn)